# Estheria simonyi
Estheria simonyi là một loài ruồi trong họ Tachinidae.